# Týnec nad Sázavou
Týnec nad Sázavou település Csehországban, a Benešovi járásban. Týnec nad Sázavou Kamenice, Václavice, Chrášťany, Řehenice, Bukovany, Benešov, Lešany, Nespeky, Krhanice, Chářovice, Poříčí nad Sázavou és Chleby településekkel határos. Lakosainak száma 5717 fő (2024. január 1.).

## Népesség
A település lakosságának változását az alábbi diagram mutatja:
| Lakosok száma | 1840 | 1998 | 2426 | 3424 | 5655 | 5340 | 5686 | 5715 | 5667 | 5717 |
|               | 1869 | 1890 | 1921 | 1950 | 1980 | 2001 | 2017 | 2019 | 2022 | 2024 |